# Peter Møller
Peter Møller-Nielsen (Frederikshavn, 23 de març de 1972) és un exfutbolista danès, que ocupava la posició de davanter.

## Trajectòria
S'inicia a les files de l'Aalborg Boldspilklub (AaB), amb qui debuta en 1990 a la màxima categoria danesa. Eixe mateix any va ser convocat per la selecció sub-21 del seu país, amb qui marca 16 gols en 22 partits, incloent-hi la seua participació en els Jocs Olímpics de Barcelona 1992. El setembre del 1991 apareix en la selecció absoluta.
Durant quatre anys va ser el màxim golejador de l'Aalborg, així com de la competició danesa a les campanyes 91/92 i 92/93. Amb ofertes dels clubs punters del seu país, al juliol de 1993 fitxa pel FC Copenhaguen. Hi disputa un any al conjunt capitalí abans de ser cedit al FC Zurich suís.
La temporada competició 95/96 s'incorpora al Brøndby IF, amb qui guanya els campionats de 95/96 i 96/97, sent la referència ofensiva del conjunt. El 1997 marxa al PSV Eindhoven, però no té massa reeixida als Països Baixos. Tot i això, és inclòs dins el combinat danès que hi participa en el Mundial de 1998. Hi juga dos partits i marca davant Nigèria.
Passada la cita mundialista, recala al Reial Oviedo, de la primera divisió espanyola. Al club asturià roman una discreta temporada, i és cedit al Fulham FC londinenc i al Brøndby IF.
El 2001 retorna al FC Copenhaguen. Anota 36 gols en 124 partits, que contribueixen a imposar-se en dos campionats de lliga i un de Copa. La seua bona forma li val tornar a la selecció, on marca dos gols front Kazakhstan. Al desembre del 2005 es retira i es converteix en periodista esportiu a Danmarks Radio.

## Palmarès
- Lliga danesa: 1996, 1997, 2003 2004
- Copa danesa: 2004
- Royal League: 2005